# オクマ プライベートビーチ&リゾート
オクマ プライベートビーチ & リゾートは、1978年に開業した沖縄県国頭郡国頭村にある株式会社琉球ホテルリゾートオクマが運営するホテルである。

## 概要

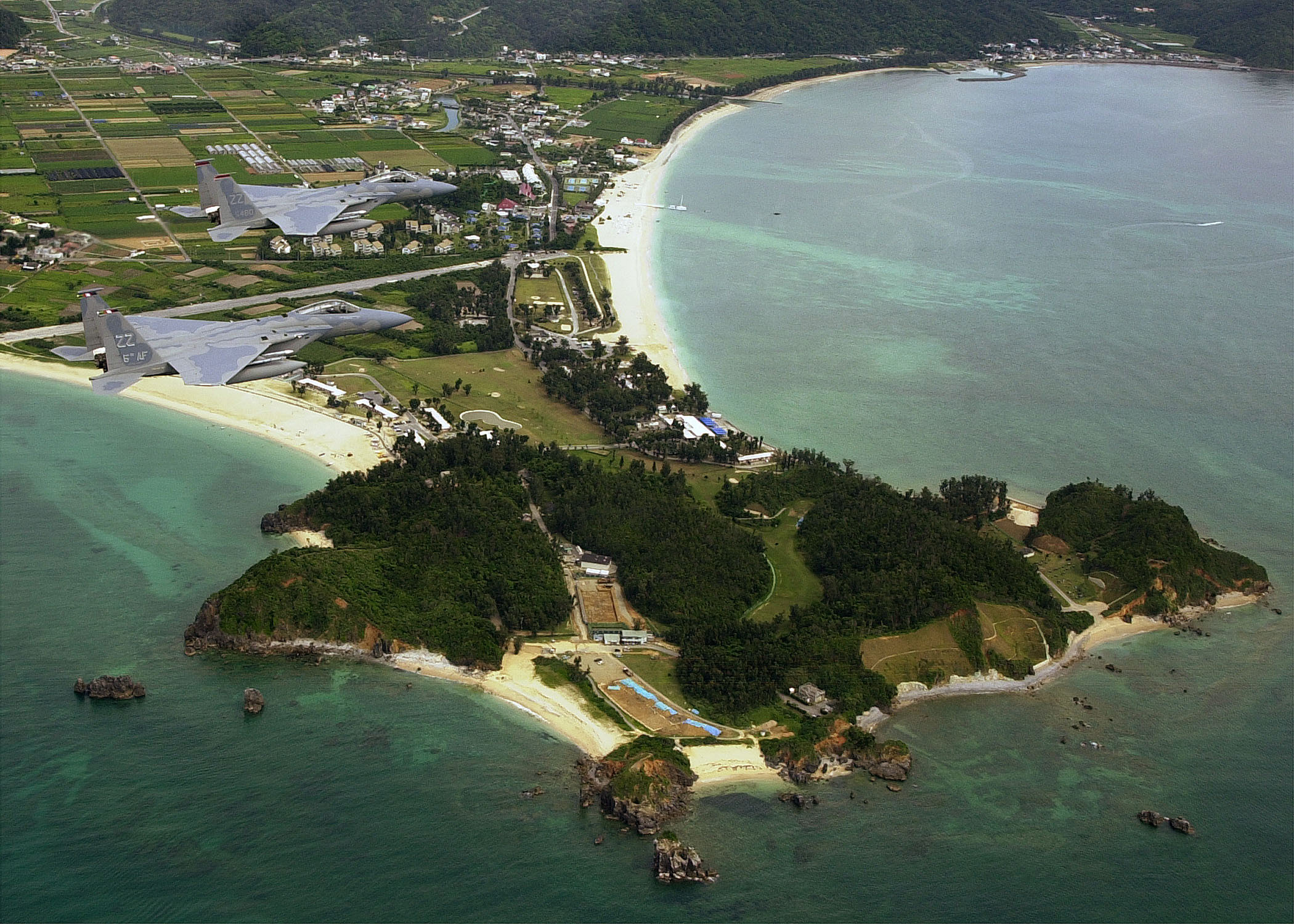
オクマ プライベートビーチ ＆ リゾート

第二次世界大戦後、アメリカ軍の接収地としてVOA（米軍極東放送）奥間VOA送信局となっていた奥間ビーチは、1977年（昭和52年）5月にその一部が返還された。このとき、国外移転費1,600万ドルを日本が密約で負担したことが、2000年の米公文書開示によって明らかにされている。一方、隣接する岬部分は現在も奥間レスト・センターとして在日米軍の保養施設になっている。
VOAの返還跡地を観光保養地とすべく地元資本により開発と運営が行われたが、約1年で中止となった。その後、地元からの要請を受けた日本航空が同施設の開発と運営を引き継ぐ事となり、リゾートホテルを経営するオクマビーチランド株式会社（現 株式会社琉球ホテルリゾートオクマ）を、1978年（昭和53年）6月に設立、同年7月に「ヴィラオクマリゾート」を開業させた。ホテル運営は日本航空開発株式会社（のちのJALホテルズ）に委託。
沖縄本島随一の景観、自然のままのサンゴ礁群、紺碧の海と約1kmに及ぶ白砂のビーチを生かし、アメリカ軍が使用していた宿泊コテージを改装して、他のホテルとは一味違うリゾートが形成されている。
2007年（平成19年）3月、経営再建を進める日本航空がホテルなどの保有資産整理の一環として、保有するオクマビーチランド株式会社の全株式を、アメリカ大手投資会社ローンスター系列のホテル運営会社であるソラーレホテルズアンドリゾーツへ売却した。
株式売却後も、ホテル運営は引き続きJALホテルズの後身であるオークラニッコーホテルマネジメントが担当していたが、2018年12月31日宿泊分（2019年1月1日チェックアウト）をもって株式会社オークラニッコーホテルマネジメントとしての運営を終了し、株式会社琉球ホテルリゾートオクマによる運営となった。

## 沿革
- 1978年 - 開業
- 1999年 - 改装
- 2006年 - 大規模改装
- 2008年 - 大規模改装
- 2017年5月 - ホテル名をJALプライベートリゾートオクマからオクマ プライベートビーチ & リゾートへ改称
- 2019年1月1日　運営会社の変更により、One Harmony 会員特典が利用できなくなった。

## 客室
- グランドコテージメゾネット125
- グランドコテージメゾネット64
- グランドコテージメゾネットファミリータイプ
- グランドコテージ
- ガーデンヴィラ
- メインコテージデラックス
- メインコテージ
- パームコテージ

## 設備
- サーフサイド・カフェ
- 和食処 いじゅ
- レストラン ビーチサイド
- 鉄板焼 阿檀
- 古酒と沖縄家庭料理 おかめ
- ファウンテン
- Beach Cafe OASIS
- ブティック プルメリア
- ギフトショップ ブーケンビリア
- アロマセラピーサロン
- 展望浴場シーサイドサウナ
- オクマ フェリシア教会